# Saint-Pierre-du-Champ
Saint-Pierre-du-Champ – miejscowość i gmina we Francji, w regionie Owernia-Rodan-Alpy, w departamencie Górna Loara.
Według danych na rok 1990 gminę zamieszkiwało 520 osób, a gęstość zaludnienia wynosiła 17 osób/km² (wśród 1310 gmin Owernii Saint-Pierre-du-Champ plasuje się na 398. miejscu pod względem liczby ludności, natomiast pod względem powierzchni na miejscu 210.).